# Red Pellini
Red Pellini, pseudonimo di Fabiano Pellini (Roma, 5 agosto 1964), è un sassofonista, arrangiatore e direttore d'orchestra italiano.
Diplomato in clarinetto al conservatorio di Santa Cecilia in Roma nel 1986, è diventato uno dei più importanti esponenti della musica di Bix Beiderbecke e del jazz bianco in Italia e nell'Europa.
Compone colonne sonore per il cinema e la tv. Ha collaborato con nomi di rilievo internazionale :
Tony Scott, Carlo Loffredo, Renzo Arbore, Romano Mussolini, Bob Wilber, Lino Patruno, e molti altri.